# Matevž Skok
Matevž Skok, slovenski rokometaš, * 2. september 1986, Celje.
Skok je rokometni vratar. 

## Igralna kariera

### Klub
Med leti 2001 in 2011 je nastopal v Velenju za RK Gorenje Velenje. V tem času je pet sezon igral v najmočnejšem evropskem klubskem tekmovanju, ligi prvakov. Leta 2009 so slavili naslov slovenskih prvakov in igrali v finalu pokala EHF. Zatem je tri sezone, med letoma 2012 in 2015 branil za RK Celje Pivovarna Laško. Z njimi se je dvakrat veselil osvojitve naslova slovenskih prvakov, in sicer leta 2014 in 2015. Poleg tega je vse tri sezone v Celju nastopal v evropski ligi prvakov. 
Zatem se je preizkusil v tujini, najprej v sezoni 2015-16 v Nemčiji, kjer je branil za TuS Nettelstedt-Lübbecke. Leta 2016 se je preselil v Hrvaško prestolnico Zagreb, v tamkajšnji RK Zagreb, kamor ga je pripeljal slovenski selektor Veselin Vujović, ki je bil tudi tam trener. V Zagrebu je skupaj s še dvema slovenskima legionarjema, Darkom Cingesarjem in Davidom Miklavčičem. Z njimi igra v ligi prvakov in v regionalni ligi SEHA. 

### Reprezentanca
Za Slovenijo je nastopil na obeh največjih turnirjih v letu 2016, najprej na Evropskem prvenstvu, ter nato še na olimpijskih igrah v Riu. 
Januarja 2017 je nastopil na Svetovnem prvenstvu 2017 v Franciji. Tam je bil prvič v vlogi prvega vratarja, potem ko se je upokojil Gorazd Škof, s katerim sta si pred tem delila igralno minutažo. Pri tem se je izkazal z nekaj odličnimi predstavami. Branil je dobro na vseh tekmah in se na koncu veselil zaradi osvojene bronaste medalje.